# 画家とその家族 (エルミタージュ美術館)
『画家とその家族』（がかとそのかぞく、英: Portrait of the Artist with his Family）、または『両親、兄弟姉妹といる自画像』（りょうしん、きょうだいしまいといるじがぞう、露: Автопортрет с родителями, братьями и сёстрами、英: Self-Portrait with Parents, Brothers and Sisters）は、フランドルのバロック期の画家ヤーコプ・ヨルダーンスが1615年頃、画家自身を両親、兄弟姉妹とともにキャンバス上に油彩で制作した絵画である。画家が22-23歳頃に描かれた。1779年以来、サンクトペテルブルクのエルミタージュ美術館に所蔵されている。

## 作品

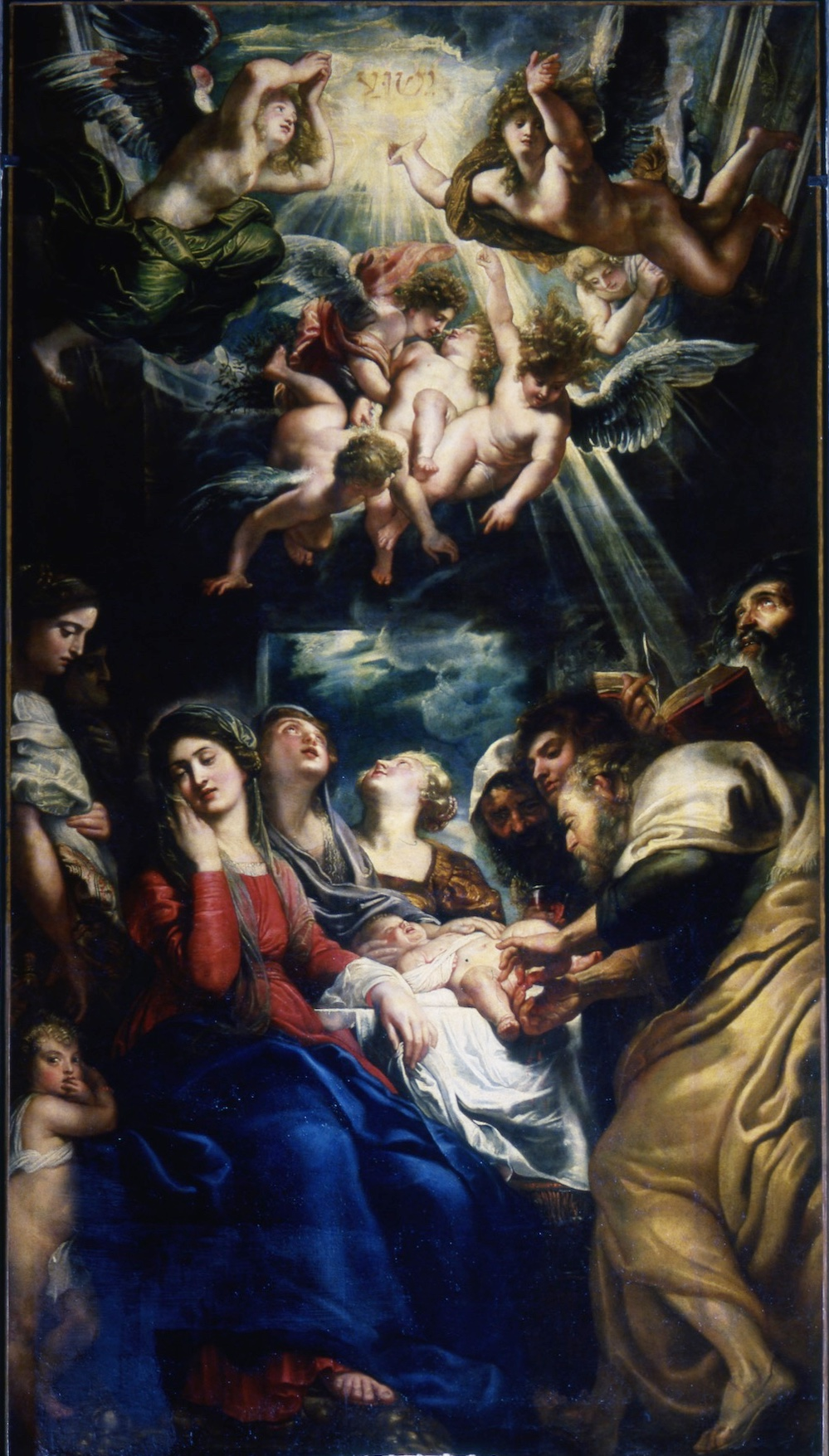
ピーテル・パウル・ルーベンス『キリストの割礼』 (1605年)、サンティ・アンブロージョ・エ・アンドレア教会教会、ジェノヴァ

絵画は、10人の人物が庭のテーブルを囲んでいる姿を現している。ヨルダーンス自身は左側でリュートを弾いている。キャンバス扱う商人であったヨルダーンスの父は、ヨルダーンスの隣で手にワインのグラスを持っている。彼の隣の画面中央には、画家の姉妹たちのマグダレーナとアンナがいる。さらに隣では、画家の母バルバラ・ファン・ウォルスハテンが膝上に娘のエリザベトを抱いている。ヨルダーンスの姉妹たちのマリアとカテリーナが母の左右両側にいる。前景には双子のアブラハムとイサークがおり、前景中央には家族の飼い犬がいる。犬の右側には、瓶の置かれているテーブルがある。右側の高い位置には、召使が果物のトレイを持って入ってくるところである。テーブルの中央にはパンの入った籠がある。
この絵画は、1615年にヨルダーンスがアントウェルペンの聖ルカ組合に入会を認められたことを家族が祝う場面を表していると推測されてきた。絵画は、家族の調和と喜びを示す象徴で溢れている。リュートによって表される音楽は調和の象徴であり、家族の肖像という文脈で音楽は調和のある婚姻を示す。犬とあずまやに巻きつくブドウの蔓は婚姻の忠実さを象徴する。絵画は、聖餐を示唆するパンやワインなど様々な宗教的象徴を持っている。父親がワインのグラスを掲げているが、それは行き過ぎた怠惰の快楽への戒めであり、節制の必要性を想起させるためのものである。家族の頭上で月桂樹の枝を手にして飛んでいる3人のプットはおそらく、若くして死んだ3人の娘たちの魂を表している。
なお、絵画の構図は、ピーテル・パウル・ルーベンスの祭壇画『キリストの割礼』 (サンティ・アンブロージョ・エ・アンドレア教会教会、ジェノヴァ) に触発されている。

## 来歴
本作は、ヨルダーンスの家族の末裔が18世紀まで所有していたと考えられている。その後、ポートランド伯爵により購入されたが、次いでホートン・ホールのロバート・ウォルポールのコレクションに入り、1772年にジョージ・ヴァーチュー (George Virtue) がコレクションにあった作品を見ている。自身の日記の中で、ヴァーチューは、作品がヨルダーンスの制作によるもので、彼の両親と家族を表しているものであると正しく記している。作品は、エカチェリーナ2世の統治時代の1779年にエルミタージュ美術館に売却されたが、当時はヨルダーンスの師であり舅であったアダム・ファン・ノールトに誤って帰属されていた。